# Floriane Piraud
Floriane Piraud est une joueuse de football française née le 25 mai 1990 à Nantes. Elle évolue au poste de milieu de terrain.

## Carrière
- 1996-2002 : Bouaye
- 2002-2005 : Saint-Herblain OC
- 2005 - 2012 : Montpellier HSC
- 2017- : Orvault SF

## Palmarès
- Championne de France 2005-2006 Coupe Fédérale 16 ans à 7
- Championne de France 2006-2007 Coupe Nationale 16 ans à 11
- Championne de France 2006-2007 Coupe U.N.S.S à 7
- Championne de France 2006-2007 Coupe Fédérale 16 ans à 7
- Championne de France 2008-2009 Universitaire avec « Montpellier »
- Vainqueur du Challenge de France 2008-2009